# یواس‌اس اینو
یواس‌اس اینو (به انگلیسی: USS Ino) یک کشتی است که طول آن ۱۶۰ فوت ۶ اینچ (۴۸٫۹۲ متر) می‌باشد. این کشتی در سال ۱۸۵۱ ساخته شد.